# Anomalaphis comperei
Anomalaphis comperei är en insektsart som beskrevs av Theodore Pergande 1920. Anomalaphis comperei ingår i släktet Anomalaphis och familjen långrörsbladlöss. Inga underarter finns listade i Catalogue of Life.